# オオモンハタ
オオモンハタ（大紋羽太、Epinephelus areolatus）は、スズキ目ハタ科ハタ亜科マハタ属に属する魚の一種。地域によって、ハエアカバ（ホウセキハタとの混称）、モウオ（藻魚、他のハタ類との混称）、キジハタ（雉羽太）などとも呼ばれる。しかし、標準和名「キジハタ」という魚が別にいるため注意が必要。

## 形態
全長約31-50cm。体形は典型的なハタ類のもので、頭は少しほっそりしている。成魚の鰭や体には黄褐色から褐色の円い斑点が密に分布し、淡色の網目模様をなしていて、尾鰭は截形でその後縁は白い縁取りがある。幼魚には縞模様がある。円斑は成長とともに相対的に小さくなり、数を増すので見た目が変わる。ホウセキハタは本種に似ているが、斑点が本種より小さく密であり、尾鰭の後縁が円形で白くない。またキジハタとも混同される。

## 生態・分布
インド洋から西太平洋に生息し、日本付近では東シナ海（南日本から琉球列島）にみられる。

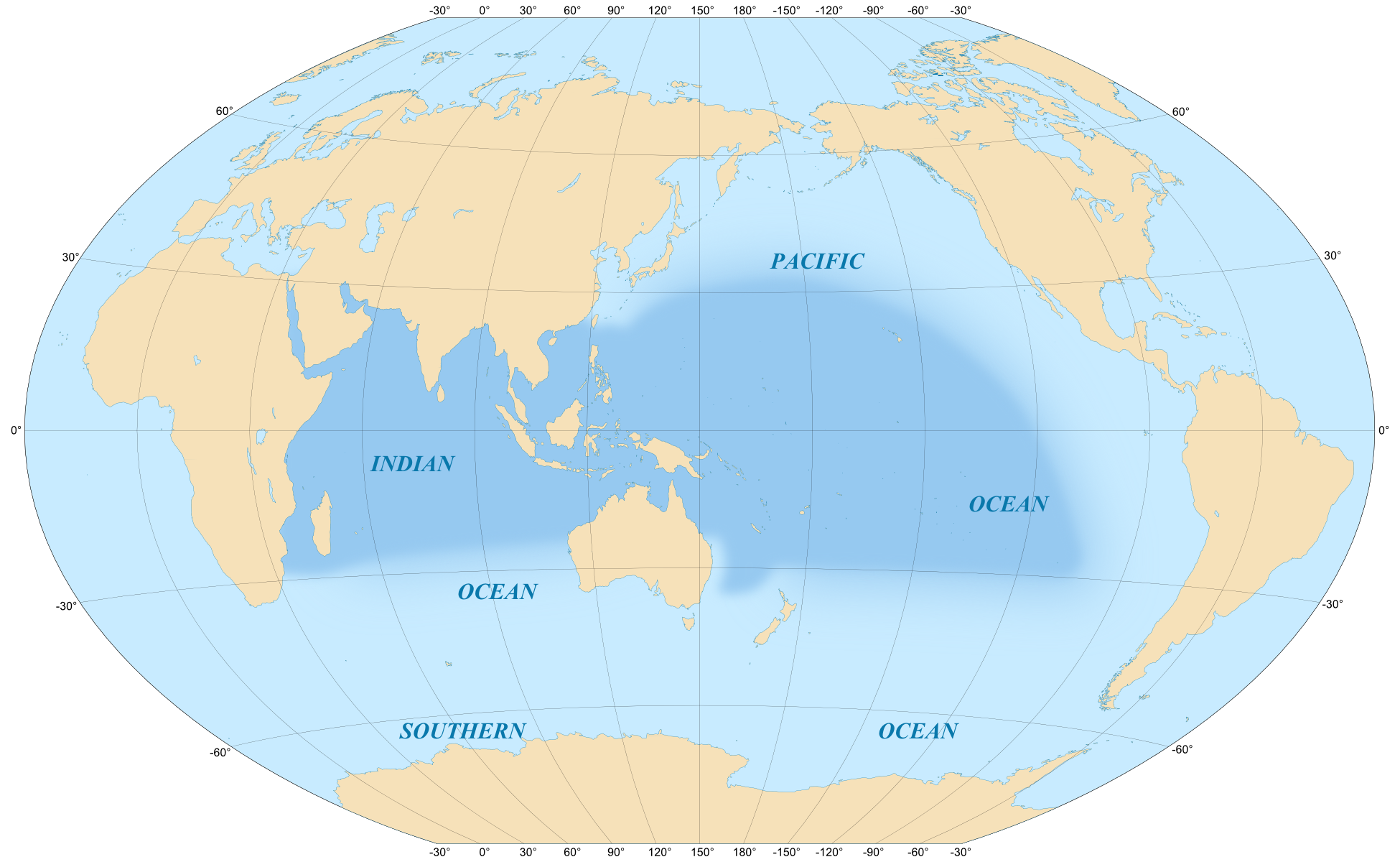
濃い部分がインド太平洋

岩礁の深場や沖の根などに棲む。

## 利用
本種を含むハタ類は他の魚種と混獲されるか、釣漁で漁獲されるため、水揚量は余り多くないが、美味なので高級魚として扱われる。
煮付けや鍋料理などが美味しい食べ方とされ、刺身や塩焼きとしても食べられる。